# 北京興亜学院
| 北京興亜学院 | 北京興亜学院 |
| ------------ | ------------ |
| 創立         | 1939年       |
| 所在地       | 中国・北京   |
| 初代校長     | 辻野朔次郎   |
| 廃止         | 1945年?      |
| 後身校       | －           |
| 同窓会       |              |

北京興亜学院 （ペキンこうあがくいん） は、中国語・中国文化の研究教育団体だった北京同学会によって1939年 （昭和14年） に設立され、1941年に旧制専門学校となった学校。1943年からは東亜同文会による運営となった。

## 概要
- 1903年 （明治36年）、北京在留邦人により中国語研究のために設立された私塾 「支那語研究会」 を起源とする。
- 改称・改組を重ねた後、1928年には「日語科」（日本語学科）を設置し、日本人に中国語を、中国人に日本語を教える語学校となった。
- 1939年に北京興亜学院と改称後、3年制高等商業学校に準じた学科内容に変更された。
- 1941年に専門学校令により認可された後、1944年に北京経済専門学校と改称された。
- 1945年、日本の敗戦・内地への日本人引き上げにより事実上廃校となった。

## 沿革

### 語学校時代
- 1903年8月： 北京在留の東京外国語学校清語科出身者らが発起人となり、私塾 支那語研究会を設立。
  - 北京・東単二条胡同に所在。
- 1905年12月： 清語同学会と改称。北京・霞公府紗帽胡同に移転。
- 1913年： 大日本支那語同学会と改称 （校長： 西田畊一）。
- 1923年9月： 北京・東単二条胡同の日本人学校校舎に移転。
- 1925年6月10日： 北京同学会語学校と改称。
  - 正科： 3年制 （支那語・関連学科を教授）。
  - 夜学部 （1921年設立の北京夜学校を改組）： 2年制 （支那語・英語・実務科目を教授）。
- 1925年6月17日： 創立式を挙行。
- 1928年5月： 日語科を設置。
- 1931年3月： 北京同学会語学校校則制定。
  - 華語正科 （2年制）・研究科 （1年制）・夜学科 （2年制）・日語科初級班 （6ヶ月）・日語科高級班 （6ヶ月） を設置。
- 1935年4月1日： 北京・東城小羊毛胡同26号 （元・横浜正金銀行社宅） に移転。
  - 規則改正： 華語班正科 （2年制、中学校卒以上対象）・別科 （2年制）・研究科 （1年制、専門学校卒程度対象）・日語班普通科 （6ヶ月）・日語班高等科 （6ヶ月） を設置。
  - 校歌制定。『丈夫大地を踏むところ』 （小池定雄・日比生登 作詞、美野崎敏治 作曲）。
- 1939年5月： 在北京大使館から興亜院華北連絡部文化局に所管変更。

### 北京興亜学院時代
- 1939年12月1日： 北京興亜学院と改称。
- 1940年初頭： 北京同学会の財団法人化認可。
- 1940年3月： 第1回卒業 （語学校時代の入学者）。
- 1940年4月： 学則制定。
  - 本科3年制 （主要学科目は皇民科・支那学・支那経済・商業実務・支那語）・別科 （支那語コース。各半年制： 初級班・中級班・高級班・補習班）。
  - 語学から経済学・商学に比重が移された。
- 1941年12月23日： 勅令第1199号で専門学校認可。
- 1941年12月29日： 第3回卒業 （3ヶ月繰上卒業）。
- 1942年9月5日： 第4回卒業 （6ヶ月繰上卒業）。
- 1943年2月： 逍遙歌発表。 『朔風砂塵を吹きまきて』 （中島八太郎 作詞、長瀬重男 作曲）。
- 1943年11月1日： 北京同学会から東亜同文会に移管。
  - 北京同学会は東亜同文会に吸収された。
- 1944年4月： 北京・西城宣武門内絨線胡同に移転。小羊毛胡同の旧校地は寮となる。

### 北京経済専門学校時代
- 1944年8月1日： 7月31日付勅令第486号で北京経済専門学校と改称。
- 1944年9月18日： 第1回卒業。
- 1945年9月25日： 第2回卒業生に卒業証明書を発行。

日本の敗戦により内地に引き揚げ、富山県の旧呉羽紡績工場跡地への移転も画策されたが実現せず、事実上の廃校となった （法規上の学校廃止は、1947年3月とされる）。

## 歴代校長
北京同学会語学校
- 校長： 中山龍次 （1925年6月 - 1927年）
- 校長： 辻野朔次郎 （1927年 - 1939年11月）

北京興亜学院
- 院長： 辻野朔次郎 （1939年12月1日 - 1939年12月5日死去）
- 院長事務取扱： 辻田力 （1939年12月5日 - 1940年3月1日）
- 院長： 中目覚 （1940年3月1日 - 1943年4月5日）
  - 大阪外国語学校名誉教授
- 院長事務取扱： 別所孝太郎 （1943年4月5日 - 1943年10月10日）
- 院長事務取扱： 坂本龍起 （1943年10月10日 - 1944年7月31日）

北京経済専門学校
- 校長： 市谷信義 （1944年8月1日 - 1945年5月死去）
- 校長事務取扱： 山田昊 （1945年5月 - ）

## 関連書籍
- 那須清（編）　『北京同学会の回想』　不二出版、1995年11月。
- 霞山会　『東亜同文会史・昭和編』　霞山会、2003年8月、115頁-117頁・583頁-587頁。